# أبو طيلون سميك الأوراق
أبو طيلون سميك الأوراق (الاسم العلمي: Abutilon abutiloides) هو نوع من النباتات يتبع جنس الأبو طيلون من الفصيلة الخبازية.